# Ronald De Witte
Ronald De Witte, nascido a 21 de outubro de 1946 em Wilrijk, é um ciclista belga que foi profissional de 1968 a 1982.

## Palmarés
| 1969 - Grande Prêmio de Fourmies 1971 - 1 etapa da Paris-Nice 1974 - 1 etapa do Tour de França 1975 - 1 etapa do Tour de França - Scheldeprijs | 1976 - Paris-Tours - 1 etapa do Giro de Cerdenha - 1 etapa da Volta a Catalunha - 1 etapa do Giro de Itália 1977 - 1 etapa da Volta a Bélgica 1979 - 1 etapa do Tour de Romandia |

## Resultados nas grandes voltas
| Corrida            | 1968 | 1969 | 1970 | 1971 | 1972 | 1973 | 1974 | 1975 | 1976 | 1977 | 1978 | 1979 | 1980 | 1981 | 1982 |
| ------------------ | ---- | ---- | ---- | ---- | ---- | ---- | ---- | ---- | ---- | ---- | ---- | ---- | ---- | ---- | ---- |
| Giro de Itália     | -    | -    | -    | -    | -    | -    | -    | -    | Ab.  | 6º   | 6º   | 17º  | 21º  | -    | -    |
| Tour de France     | -    | Ab.  | 43º  | -    | 31º  | 24º  | 25º  | 37º  | 18º  | -    | -    | -    | -    | 62º  | 63º  |
| Volta a Espanha    | -    | -    | -    | 29º  | -    | -    | -    | -    | -    | -    | -    | -    | -    | -    | -    |
| Mundial em Estrada | -    | -    | -    | -    | -    | -    | -    | -    | -    | -    | -    | -    | -    | -    | -    |

-: não participa
Ab.: abandono